# Elecciones estatales de Berlín de 1999

Mapa gráfico sobre las elecciones estatales de Berlín de 1999

Las elecciones a la Cámara de Representantes de Berlín de 1999 se celebraron el 10 de octubre de 1999.

## Resultados
Al comienzo del año, una victoria para el SPD era segura, después de las recién ganadas elecciones federales de 1998. Sin embargo, a nivel estatal el SPD había sufrido varias derrotas (Sarre, Brandeburgo, Turingia y Sajonia) y el punto final fue la elección de Berlín. A esto se sumó que la campaña de Walter Momper no era tan positiva como estaba previsto y Eberhard Diepgen (candidato de la CDU) gozaba de altos índices de aprobación.
Renate Künast se presentó como candidata de Alianza 90/Los Verdes, y el FDP presentó a su presidente estatal Rolf-Peter Lange.
Como resultado, la CDU obtuvo el 40,8% (+ 3,4 puntos porcentuales) y el SPD el 22,4% (-1,2 puntos porcentuales). El PDS registró ganancias de 3,1 puntos porcentuales y alcanzó el 17,7%. Alianza 90/Los Verdes llegó a 9,9% (-3,3 puntos porcentuales), mientras que el FDP con un 2,2% (-0,3 puntos porcentuales) no pudo volver al Parlamento.
En consecuencia, el resultado fue una gran coalición por tercera vez. Eberhard Diepgen se mantuvo en el cargo de alcalde y Walter Momper fue elegido vicepresidente del Parlamento.
| Resultados     | Resultados        | Resultados | Resultados | Resultados |
| Hab. inscritos | Hab. inscritos    | 2.414.493  |            | Escaños    |
| Votantes       | Votantes          | 1.582.407  | 65,5 %     |            |
| -------------- | ----------------- | ---------- | ---------- | ---------- |
|                | CDU               | 637.311    | 40,8 %     | 76         |
|                | SPD               | 349.731    | 22,4 %     | 42         |
|                | PDS               | 276.869    | 17,7 %     | 33         |
|                | GRÜNE             | 155.322    | 9,9 %      | 18         |
|                | REP               | 41.814     | 2,7 %      |            |
|                | FDP               | 34.280     | 2,2 %      |            |
|                | GRAUE             | 17.559     | 1,1 %      |            |
|                | TIERSCHUTZ        | 16.732     | 1,1 %      |            |
|                | NPD               | 13.038     | 0,8 %      |            |
|                | PASS              | 7.583      | 0,5 %      |            |
|                | KPD/RZ            | 3.390      | 0,2 %      |            |
|                | NATURGESETZ       | 3.084      | 0,2 %      |            |
|                | BÜRGERBUND BERLIN | 2.980      | 0,2 %      |            |
|                | DL                | 1.745      | 0,1 %      |            |
|                | NEUE DEMOKRATIE   | 1.409      | 0,1 %      |            |
|                | BüSo              | 531        | 0,0 %      |            |
|                | HP                | 198        | 0,0 %      |            |
| Total          | Total             |            | 100,0 %    | 169        |